# Сиротинский, Сергей Сергеевич
Сергей Сергеевич Сиротинский (27 апреля 1911 — 1 февраля 1989) — советский военный деятель, контр-адмирал, участник советско-финской и Великой Отечественной войн.

## Биография
Сергей Сергеевич Сиротинский родился 27 апреля 1911 года в городе Шуе (ныне — Ивановская область). В 1926 году был призван на службу в Рабоче-Крестьянскую Красную Армию. В 1929 году окончил Украинскую военно-подготовительную школу имени М. В. Фрунзе, после чего перешёл на службу в Военно-морской флот СССР. В 1933 году окончил Высшее военно-морское училище имени М. В. Фрунзе, в 1936 году — Учебный отряд подводного плавания имени С. М. Кирова. Служил на различных подводных лодках, пройдя путь от командира минное группы до командира подводной лодки «Щ-323». С ноября 1938 года — в штабе Балтийского флота, был помощником начальника 1-го отдела, 1-го отделения 1-го отдела. Участвовал в советско-финской войне, продолжая руководить отделением штаба, и одновременно будучи заместителем начальника штаба Кронштадтской военно-морской базы. В этих же должностях встретил и начало Великой Отечественной войны.
В сентябре 1941 года Сиротинский возглавил 2-е отделение оперативного отдела штаба Балтийского флота, месяцем позже стал начальником 1-го отделения штаба Морской обороны Ленинграда и Озёрного района. В дальнейшем возглавлял такое же подразделение штаба Ленинградской военно-морской базы. В феврале 1942 года был переведён в Беломорскую военную флотилию, где стал начальником штаба Иоканьгской военно-морской базы. В июле 1942 года направлен в Главный морской штаб, где вплоть до конца войны трудился в различных его структурных подразделениях, занимавшихся оперативным планированием войсковых операций. К концу войны был заместителем начальника 4-го отдела, курировавшего Западный театр военных действий. Многократно лично выезжал на действующие флоты. Так, в боях за Берлин он находился на кораблях Днепровской военной флотилии, поддерживавшей наступательные действия сухопутных частей.
После окончания войны продолжал службу в Военно-морском флоте СССР. Во время Потсдамской конференции Сиротинский обеспечивал работу советской военно-морской делегации, которую возглавляли лично народный комиссар ВМФ СССР и начальник Главного морского штаба. С марта 1947 года возглавлял штабы Кронштадтского морского оборонительного района, Кронштадтской военно-морской базы, Кронштадтской военно-морской крепости. В феврале 1953 года Сиротинский был переведён на Черноморский флот, где был начальником штаба, командиром вновь созданной Керченско-Феодосийской военно-морской базы. В сентябре 1956 года был уволен в запас. 
В запасе трудился на руководящих должностях в городе Феодосия. Проживал по ул. Пушкина. Был инициатором обращений в ЦК КПСС и Президиум Верховного Совета СССР о присвоении городу статуса города-героя, в итоге звание присвоено не было, но в 1982 году «за мужество и стойкость, проявленные городом в годы Великой Отечественной войны, и за успехи, достигнутые в хозяйственном и культурном строительстве» город Феодосия был награжден орденом Отечественной войны I степени и грамотой Президиума Верховного Совета СССР. Умер 1 февраля 1989 года в Феодосии.

## Семья
Сыновья:
- Александр - капитан 1-го ранга, командир ПЛ Северного флота;
- Эрик.

## Награды
- Орден Ленина (27 декабря 1951 года);
- 2 ордена Красного Знамени (27 мая 1945 года, 5 ноября 1946 года);
- 3 ордена Отечественной войны 1-й степени (5 ноября 1944 года, 27 июля 1945 года, 6 апреля 1985 года);
- 2 ордена Красной Звезды (21 апреля 1940 года, 3 ноября 1944 года);
- Медали «За оборону Ленинграда», «За оборону Советского Заполярья» и другие медали.